# Prepona extincta
Prepona extincta är en fjärilsart som beskrevs av Otto Staudinger 1886. Prepona extincta ingår i släktet Prepona och familjen praktfjärilar. Inga underarter finns listade i Catalogue of Life.